# Nothochrysinae
De Nothochrysinae vormen een onderfamilie van de gaasvliegen (Chrysopidae).

## Geslachten
De per januari 2020 geregistreerde soorten van de onderfamilie Nothochrysinae behoren tot 6 verschillende geslachten.
Sommige geslachten bestaan slechts uit 1 soort.
De geslachten staan hieronder vermeld met het aantal soorten tussen haakjes.

- Asthenochrysa  (1)
- Dictyochrysa  (3)
- Hypochrysa  (1)
- Leptochrysa  (1)
- Pimachrysa  (5)
- Triplochrysa  (2)